# Стоян Янкулов
Стоян Янкулов, с прякор Стунджи, е български музикант-перкусионист. Свири на пиано, тарамбука, тъпан, дръмбой и барабани.
Стоян Янкулов осъществява записи на джаз, поп и етно музика. Това съществено е повлияло на уникалния му стил на свирене. Той успява да възпроизведе оркестрово звучене на ударните инструменти. Понякога у слушателя се създава впечатлението, че свири повече от един перкусионист. „Усвояването на други техники – от баса, пианото или други инструменти, е полезно в този процес. Да свиря за мен е да общувам“.
Янкулов разчупва и разширява традиционния начин на свирене на барабани, тъпан, перкусия, като прилага нови техники и нестандартни музикални идеи. Съчетавайки автентичния фолклор с нови изразни средства при ударните инструменти, Стоян Янкулов разкрива неограниченото разнообразие и емоционалната наситеност на уникалната българска култура.

## Биография
Стоян Янкулов е роден на 10 септември 1966 г. в град Елин Пелин, Софийска област. На 8-годишна възраст започва уроци по пиано. По същото време проявява интерес и към ударните инструменти. От ранна възраст той вече е основа на музикални състави като барабанист. В София завършва музикално училище „Любомир Пипков“, а след това и Държавна музикална академия „Панчо Владигеров“ със специалност ударни инструменти. Приет е в Биг бенда на Българското национално радио. Янкулов свири с рок и джаз групи, с фолклорни ансамбли, джаз-рок и фюжън групи.
Концертира в България, Финландия, Белгия, Германия, Холандия, Франция, Италия, Чехия, Турция, САЩ, Канада, Япония, Русия.
Стоян Янкулов е презентирал българското културно наследство пред президентите на България, Гърция, Армения, Унгария, пред Негова светлост Принц Алберт, Краля и кралицата на Швеция, Коиджиро Мацура – UNESCO, министрите на ОССЕ.
Участва в проекти на Боби Макферин, Окай Темиз, Корнел Хорват, Карло Рицо, Арабел Караян, Енвер Измаилов, както и с Теодосий Спасов, Иво Папазов, Милчо Левиев, Симеон Щерев, Йълдъз Ибрахимова, Анатолий Вапиров, Петър Ралчев.
Янкулов в дует с Елица Тодорова се класират на престижното 5-о място във финала на международния конкурс „Евровизия“ през 2007 г. във Финландия.
Последните му проекти са с виртуозния бас китарист Хуан Гарсия-Херерос от Колумбия, Роберто Куинтеро – перкусия от Венецуела, Ерик Мартиньон – пиано от Венецуела/САЩ.

## Признание и награди
- Янкулов е лауреат на Кристална лира – 2004 в категория „Джаз“ от Съюза на българските музикални и танцови дейци, Радио „Класик ФМ“ и Национален център за музика и танц Министерство на културата.
- Награден е с Грамота от Посолството на Република България в Австрия за големия му принос в популяризирането на българската джаз музика и ярко участие в Панорамата на първата българска музикална джаз седмица извън пределите на България.
- Българската национална асоциация „Феномени“ – колективен член на Международната Академия по Информатизация при ООН награждава Стоян Янкулов със златна статуетка за изключителен принос в областта на изкуството и представянето на българската култура по света.

## Дискография

### Албуми
- Water (2010)
- Drumboy (2004)
- Snow Owl – NORMAS (Nominated for the Latin Grammy Awards, 2014)
- LIVE СТЕФАН ВЪЛДОБРЕВ LIVE & ОБИЧАЙНИТЕ ЗАПОДОЗРЕНИ (2013)
- REFLECTIONS – Angel Zaberski Trio (2013)
- HIGH VOLTAGE – Angel Zaberski big band Brazz Association
- WLADIGEROFF BROTHERS „FOR THE GREATEST AND LITTLE THINGS“
- BalkaNova – „Heart Beats“
- DVD Afro BG Grooves
- BALKAN HORSES BAND

### Сингли
- Water (2007)
- Earth (2007)
- Cosmos (2008)

### Частично участие
- Йълдъз Ибрахимова – „Балканатолия“
- Анатолий Вапиров – „SLAVONIAN MISTERY“
- Анатолий Вапиров – „MAGIC WATER“
- Стефан Вълдобрев – „...към“
- Стефан Вълдобрев – „пропаганда/хромозоми/силикон“
- Теодосий Спасов и космически гласове – „Малка мома“
- Теодосий Спасов – „Уелкя“
- Теодосий Спасов – „Титла“
- Васил Пармаков квартет – „Ломброзо“
- Zone C – „Live in Bansco“
- Zone C – „The Human Factor“
- Zone C – „Live in Bankia“
- Иво Папазов – „Панаир“